# Josef Albo
Josef Albo (okolo 1380 – 1444) byl židovský filozof, rabín ve Španělsku. Byl to jeden z největších myslitelů středověké filosofie.[zdroj⁠?!]
Narodil se pravděpodobně v Monrealu v Aragonii. Jeho učitelem byl Chasdaj Krescas. Uměl matematiku, vyznal se medicíně a byl obeznámen s křesťanskou teologií. V letech 1413 – 1414 se zúčastnil velké náboženské diskuse mezi židy a katolíky v Tortose. Albo se věnoval základem židovského náboženství a pokusil se o jeho systematizaci, jejímž důsledkem bylo zúžení Maimonidových třinácti článků víry na tři hlavní principy judaismu.
- víra v Boha
- víra v božský původ Tóry
- víra v odměnu a trest

## Dílo
Jeho nejznámější dílo bylo vydáno v roce 1425 a jmenuje se Kniha principů (Sefer ha-Ikkarim), která obsahuje již tři nahoře zmíněné principy.